# Sonorai iszapteknős
A sonorai iszapteknős (Kinosternon sonoriense) a hüllők (Reptilia) osztályába  és a teknősök (Testudines) rendjébe és az iszapteknősök (Kinosternidae) családjába tartozó faj.

## Előfordulása
Az Amerikai Egyesült Államok délnyugati részén, Arizona és Új-Mexikó államokban honos, Kaliforniából már kipusztult. Mexikó területén, Chihuahua és Sonora szövetségi államban is előfordul.

## Megjelenése
Testhossza 8-16,5 centiméter.